# 奥古斯塔号护卫舰
奥古斯塔号是普鲁士海军于1860年代购置的两艘奥古斯塔级护卫舰的首舰，得名于普鲁士王后奥古斯塔。其唯一的姊妹舰为维多利亚号，它们均装备有十四门火炮。奥古斯塔号于1863年开始在波尔多的阿尔曼兄弟造船厂铺设龙骨，1864年初下水。它原本由南部邦联海军订购，但被法皇拿破仑三世阻止交付，遂于1864年5月转售予普鲁士海军。在与丹麦的第二次石勒苏益格战争之前和期间，普鲁士人一直在寻求舰艇来加强他们的舰队，但奥古斯塔号来得太晚，未及在冲突中参与行动。
奥古斯塔号在1866年的普奥战争期间启用，但由于奥地利海军忙于在亚得里亚海与意大利舰队火拼，它同样没有参与任何行动。1867年12月，该舰在当时的北德邦联海军麾下，开始了第一次大规模海外巡航，秘密目标是在中美洲建立一个海军基地。美国反对租借哥斯达黎加的利蒙港，并引发一场小型的外交风波，导致德国人放弃了这一想法。在1870－1871年的普法战争期间，奥古斯塔号被用作破交舰，袭击向法国运送武器和其他违禁品的中立舰船；它共俘获了三艘船，其中两艘作为战利品，随后至西班牙的维戈遭更强大的法国海军封锁至战争结束。德意志统一后，奥古斯塔号之后又进行了两次海外巡航，分别为1874－1876年和1876－1878年。其中的第一次是再度前往中美洲水域，但也在西班牙沿岸停留了一段时间，以保护德国在当地第三次卡洛斯战争期间的利益。第二次巡航则是前往太平洋，在那里，奥古斯塔号的舰长与萨摩亚的酋长们对达成贸易协定进行谈判。它也曾在中国停留过一段时间，执行与中国政府签订的条约。1885年，奥古斯塔号进行了最后一次航行，为驻扎在澳大利亚的几艘德国舰船运送轮替船员，但在途中，它于亚丁湾遭遇气旋沉没；该舰连同舰上的222名船员从此消失无踪。

## 设计
两艘奥古斯塔级护卫舰最初是在美国内战期间由南部邦联海军向法国的阿尔曼兄弟造船厂所订购，但在法国皇帝拿破仑三世出面干预阻止交付后，普鲁士海军于1864年购买了这两艘舰。普鲁士王国原本预计与丹麦的第二次石勒苏益格战争会是一场持久战，因此寻求获得可以快速完工的舰艇来加强其舰队，但战争在奥古斯塔级交付之前便已结束。
奥古斯塔号的水线长和全长分别为75.2米和81.5米，有11.1米的舷宽以及5.03米的前吃水和5.62米的后吃水；其设计排水量为1,827吨，满载时则可达2,272吨。标准船员编制为15名军官和215名水兵。该舰由一台卧式两缸双胀蒸汽机提供动力，用以驱动两副直径为4.28米的双叶螺旋桨。蒸汽则由四台燃煤火管锅炉供应，这使得它在1,300匹公制馬力（1,300匹指示馬力；960千瓦特）额定功率下的最高航速可达13.5節（25.0每小時），并且能够以12節（22每小時）的速度连续航行2,500海里（4,600）。为了在煤炭可能稀缺的海外长期部署时作为蒸汽机的辅助动力，奥古斯塔号还配备有一套总帆面积为1,600平方米的全帆装索具，但后来被简化为末桅纵帆样式。
奥古斯塔号装备有八门24磅和六门12磅炮台作为主炮，均为前装式。自1872年起，这些武器被四门150毫米22倍径箍炮、六门120毫米23倍径箍炮以及一门80毫米23倍径箍炮所取代；它们是更具现代化的后膛式套筒炮。在服役生涯的后期，该舰还安装了六门哈乞开斯37毫米转膛炮。

## 历史
作为南部邦联海军秘密订单的一部分，奥古斯塔号的龙骨于1863年中期开始在波尔多的阿尔曼兄弟造船厂铺设；为掩人耳目以规避国际纠纷，该舰最初被命名为“江户号”，假意为日本而建，但实际舰名却是“密西西比号”。随着交易的告吹，有意接手的普鲁士政府委派海军少校路德维希·冯·亨克于1864年5月13日查验了该舰。转售合同于当月25日敲定，其中规定该舰将完整交付，但在抵达不来梅哈芬之前不会配备武器。合同签订六天后，该舰的名称便改为奥古斯塔号，以致敬普鲁士国王威廉的妻子——萨克森-魏玛-艾森纳赫的奥古斯塔。完成了简短的海试后，奥古斯塔号于6月20日抵达不来梅哈芬，在那里安装其火炮，并在亚德湾进行额外的试验，包括射击测试。7月20日，该舰加入了奥地利海军派去与丹麦人作战的舰队，但结束第二次石勒苏益格战争的停火协议于翌日便生效。结果，奥古斯塔号于11月20日前往最近获得的基尔，这座港口已成为普鲁士舰队的主要基地，海军少将爱德华·冯·雅赫曼在冲突结束后将舰队大部移驻那里。
1864－1865年冬天，奥古斯塔号在船员减编的情况下仍然维持运用。1865年初，该舰接收了满编船员，开始在波罗的海进行一系列的短途训练巡航， 其中包括从4月20日至24日在松德堡参加迪伯尔战役一周年的庆祝活动——这是普鲁士在第二次石勒苏益格战争中取得的决定性胜利。6月29日，它又返回松德堡参加从松德堡到阿尔斯岛的横渡纪念活动。临近年底时，即1865－1866年冬天，奥古斯塔号在基尔再次精简了船员数量并停运。它于1866年7月1日的普奥战争期间重新启用，并被编入由雅赫曼在北海指挥的分舰队。然而，该舰在战争期间没有参与任何行动，因为奥地利海军忙于在亚得里亚海与意大利舰队对峙，而与奥地利结盟的其它德意志邦国则没有强大的海军力量。结果，奥古斯塔号只是在波罗的海进行了训练巡航，并于10月21日在但泽停运。

### 第一次海外巡航
1867年8月23日，奥古斯塔号重新启用，开展前往中美洲水域的长途巡航。在普奥战争之后，普鲁士建立了北德意志邦联，普鲁士海军也成为北德意志邦联海军。为了保护北德意志不断扩大的海上贸易规模和海外利益，新的邦联海军开始研究向海外派驻军舰。这些压力一方面来自墨西哥，那里的马西米连诺帝国和自由派统治者都向德国商人施加压力；另一方面则涉及哥伦比亚和委内瑞拉的巴兰基亚，据称当地的革命动乱危及到了德国贸易。战争部长阿尔布雷希特·冯·罗恩最初以资源有限为由拒绝了海军部提出的常驻军舰的要求，但他保证奥古斯塔号将暂时被派驻加勒比海，外交部也同意了这一点。除了外交任务外，奥古斯塔号的时任舰长、海军少校弗朗茨·金德林还通过阿达尔贝特亲王收到了海军本身的进一步命令，要求对在哥斯达黎加加勒比海岸一个鲜为人知的利蒙港建立普鲁士海军基地的可能性进行初步调查。此事是源自一位前普鲁士公民、当时的哥斯达黎加国务委员弗里德里希·E·斯特雷贝尔的提议，他曾于1866年去信总理奥托·冯·俾斯麦。俾斯麦不愿在门罗主义问题上挑起与美国的冲突，因此指示金德林避免在该地区表现出殖民意图。然而，在该舰出发之前，必须对舰体进行加固和修补漏洞；这项工作是在不来梅哈芬完成的。奥古斯塔号于12月11日离开港口，但由于在北海的风暴中受损，它不得不在英国的朴茨茅斯停留。当地的维修工作一直持续到1868年2月，之后该舰才可以继续航行前往中美洲。奥古斯塔号先是在马德拉群岛的丰沙尔经停，然后穿越大西洋前往巴巴多斯，并继续访问委内瑞拉港口马拉开波和加拉加斯、哥伦比亚的巴兰基亚以及巴拿马的科隆。
奥古斯塔号于1868年4月10日抵达哥斯达黎加的利蒙港，金德林在那里拜会了哥斯达黎加总统何塞·玛丽亚·卡斯特罗·马德里斯；金德林询问能否租用利蒙港作为海军驻地，但卡斯特罗拒绝了这一请求。美国在得知此事后予以了强烈谴责，为了维持良好关系，俾斯麦宣称是金德林越权提报。金德林及一众军官继而离开利蒙港，经陆路前往该国太平洋沿岸的尼科亚湾，然后于5月15日返回舰上，奥古斯塔号后来驶至科隆以躲避风暴。该舰接下来还访问了危地马拉的巴里奥斯港，金德林本打算继续向北航行前往几个墨西哥港口，但遭到阻止。计划改变的原因已不得而知，但历史学家汉斯·希尔德布兰德、阿尔贝特·勒尔和汉斯-奥托·施泰因梅茨推测，黄热病的爆发或与利蒙港事件有关的政治压力都是可能的原因。早在4月30日，奥古斯塔号就接到了归国的命令。途中，该舰曾于6月2日至5日在密西西比河入海口的新奥尔良停留，然后于7月27日抵达基尔。在那里，它于9月7日退役，进行彻底检修和换装现代化武器。

### 普法战争

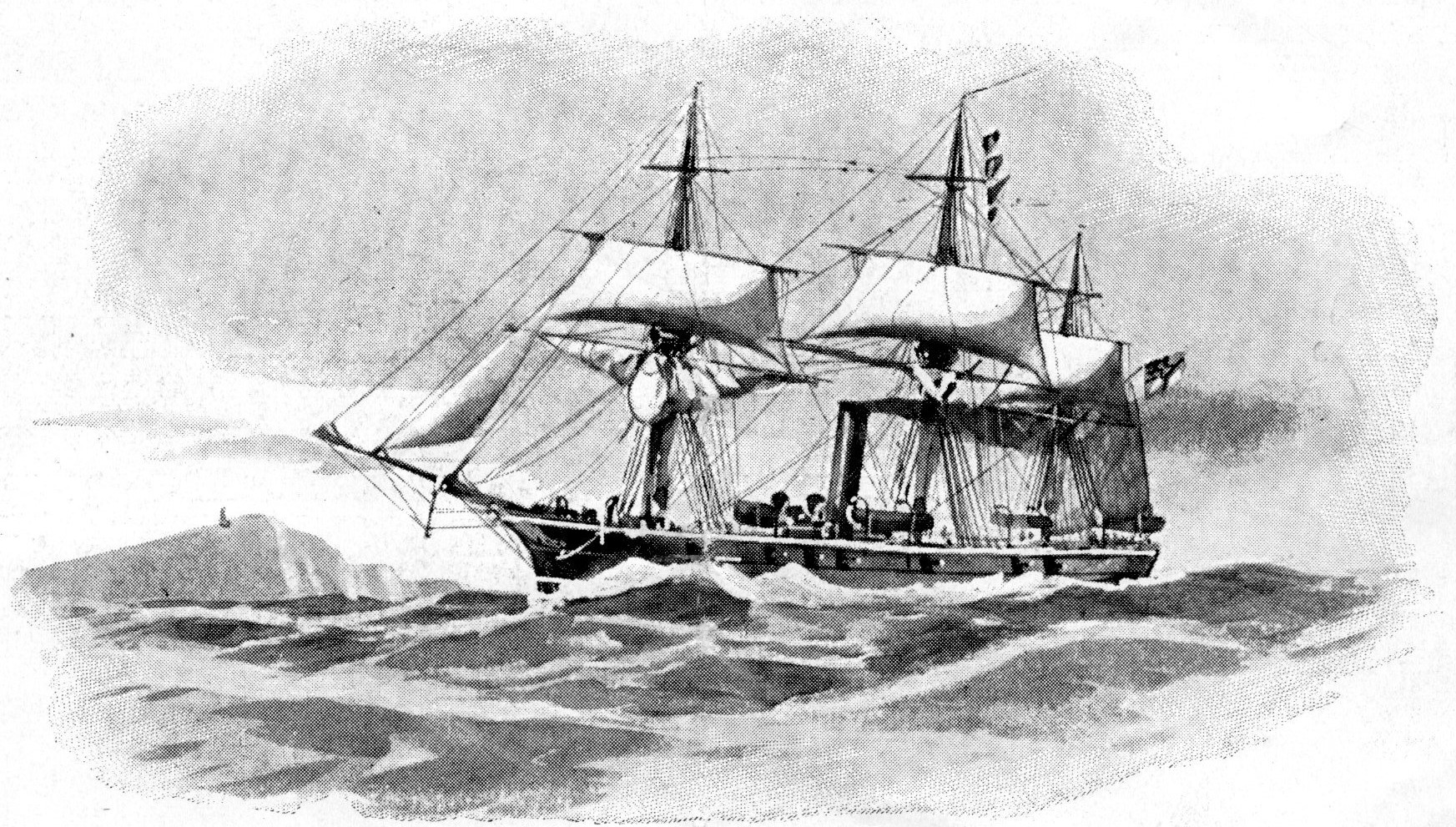
航行中的奥古斯塔号插画

奥古斯塔号一直维持停运状态至1870年7月普法战争爆发。它最初被保留在预备役，因为更强大的平甲板护卫舰宁芙号更适合港口防御的任务。随着法国正规军战败、法兰西第三共和国成立，英美军火制造商开始运送武器，以武装正在组建的法国新军，因此德国司令部决定采取破交战的战略，以阻断武器运输。奥古斯塔号于10月26日为此目的重新入役，但因为缺乏人手，不得不从宁芙号借调船员来启动该舰。同时由于煤炭短缺，它的出击被推迟到12月12日。奥古斯塔号先是留在瑞典领海，以避免丹麦船舶可能警告法国它已离港。12月21日，该舰悬挂着商船旗穿过北海到达奥克尼群岛，然后进一步前往爱尔兰的班特里湾。第二天在卡斯尔敦贝尔逗留期间，奥古斯塔号升起了北德的军舰旗，并开始从一艘德国轮船上补充燃煤，这项工作于12月25日完成。
12月25日晚，奥古斯塔号离开班特里湾，搜寻从美国运往法国的武器商船。时任舰长的海军少校约翰内斯·魏克曼假定相关武器会在布雷斯特卸货，便开始在港口以西的韦桑岛附近巡逻。翌日，该舰截停并查验了两艘中立国船只；由于没有发现任何违禁品，便允许它们继续航行。在接下来的几天里，严重的风暴使奥古斯塔号无法对任何船舶进行搜查。1871年1月2日，魏克曼决定前往吉伦特河口附近地区，希望能找到运载战争物资的船只。两天后，他拦截了法国双桅横帆船圣马克号（St. Marc），后者正在为法国军队运送粮食，驶往波尔多。一名军官学员和五名船员登上了这艘被扣作战利品的船舶，并驾驶它绕行苏格兰北部到达德国港口。此后不久，奥古斯塔号又截停了同样为军队运送粮食的法国三桅帆船皮埃尔·阿道夫号（Pierre Adolphe）。另一名军官学员和五名水兵登船将皮埃尔·阿道夫号掳作战利品；对于这两艘船，法国船员都能继续在德国军官的指导下操纵船只。奥古斯塔此后于1月4日俘虏了法国政府的蒸汽船玛尔斯号（Mars），该船被发现载有武器。由于无法向第三艘船提供押解船员，奥古斯塔号便要求对方船员离船，然后将其击沉。
此时，奥古斯塔号的燃煤储备已经所剩无几，且由于它在该地区的成功，遭遇法国军舰的风险也在增加。因此，该舰航行到菲尼斯特雷角，并在那里查验了多三艘中立船只。1月7日，奥古斯塔号前往西班牙的维戈补充燃煤。令人费解的是，魏克曼直到1月12日才下令开始加煤，这使得法国军舰得以抵达并封锁港口，其中第一艘是铁甲舰女英雄号。接下来的几天，又有三艘法舰陆续抵达，将奥古斯塔号围困在中立国港口内。直至1月28日，《凡尔赛停战协定》签署，宣告战争停火，法国军舰随后才离开西班牙海岸。2月7日，奥古斯塔号也离开维戈，途经挪威的曼达尔停靠加煤，于2月21日抵达威廉港。与此同时，皮埃尔·阿道夫号在避开一艘法国军舰后到达挪威海岸，但于2月13日在当地搁浅。船员们被挪威渔民救出，继而被圣马克号接走，然后由奥古斯塔号拖到基尔。《法兰克福条约》签署后，战争正式结束，法籍船员搭乘圣马克号被遣返回国。魏克曼则因奥古斯塔号在破交战中的出色表现而获颁二级铁十字勋章。

### 后续运用
奥古斯塔号原定于1871年12月18日前往中美洲接受另一次部署，但航程被取消，并于1872年1月26日停运进行另一次大修。在此期间，该舰的武器装备换成了更具现代化的火炮。1873年工程结束后，海军部计划在当年11月将它派往地中海，但该部署也被取消了。奥古斯塔号一直维持停运，至1874年3月1日才终获启用，重新执行前往中美洲和南美洲的巡航任务。它于3月19日在海军少校马克斯·冯德戈尔茨的指挥下驶离威廉港。抵达巡航区域后，该舰开始周游南美港口，包括1875年1月5日在乌拉圭的蒙得维的亚停留。第三次卡洛斯战争期间西班牙的动乱促使海军部取消了奥古斯塔号在西印度群岛的部署，并将其派往西班牙海岸以保护德国的利益。它于1月29日抵达当地。在接下来的三个月里，局势逐渐平静下来，以至于留下炮舰鹦鹉螺号和信天翁号炮艇便足以完成任务。奥古斯塔号因此离开，并在5月5日至25日到访葡萄牙的里斯本后回到中美洲水域。7月，该舰访问了海地，但其逗留被乌拉圭爆发的骚乱打断，这使它必须亲身到场。8月和9月，奥古斯塔号也出于同样的原因暂驻哥伦比亚。至11月25日，其姊妹舰维多利亚号抵达西印度驻地接替它。奥古斯塔号遂开始启程回国，于1876年1月6日抵达威廉港。在那里，它被停运以进行另一次检修，其中包括更换锅炉。
1876年9月20日，奥古斯塔号重新投运，并于10月3日出发前往南太平洋执行又一次巡航。它绕非洲航行，穿过印度洋，然后进入太平洋，于1877年3月25日抵达萨摩亚的阿皮亚港口。时任舰长和德国领事特奥多尔·韦伯与萨摩亚酋长谈判达成贸易协定，以确保德国与英国和美国的商人拥有同等地位。奥古斯塔号随后前往汤加首都努库阿洛法，在当地正式批准了此前由爱德华·冯·克诺尔拟定的一项协议。该舰从4月4日至11日都停留在那里。之后它回到阿皮亚，至12月接到调往东亚驻地的命令。1878年2月21日，奥古斯塔号离开阿皮亚，与驻扎在中国海岸的两艘炮舰鹦鹉螺号和独眼巨人号会合。这三艘舰的任务是执行与清朝政府签订的贸易协定。奥古斯塔号在驻地停留的时间很短，在其替代者、盖甲板护卫舰莱比锡号抵达后，它于7月5日离开中国水域返回德国。该舰归国的路线是取道苏伊士运河和地中海，而非绕行非洲，至10月14日抵达威廉港。两周后，奥古斯塔号再次停运，之后从1879年8月到1881年12月期间进行大修，并削减了索具。
到1880年代中期，奥古斯塔号已经完全过时，其宿营空间与新舰相比显得尤为局促。1885年4月14日，该舰重新投运，只是为了将轮替船员运送到身处海外驻地的军舰上。当月28日，在海军少校法尔科·冯·格勒登的指挥下，它接上巡洋巡防舰格奈森瑙号、炮舰信天翁号和鬣狗号的船员离开德国，前往澳大利亚。奥古斯塔号穿过苏伊士运河，于5月31日到达丕林岛，并在那里为接下来的行程加煤。该舰于6月1日至2日夜间离开，从此再无音讯。它原定于6月17日抵达澳大利亚的奥尔巴尼，但在离开丕林岛四周后，奥古斯塔号仍未抵达，这促使人们对该舰及其222名船员的失踪展开调查。沿奥古斯特号航线行驶的商船报告称从未见过该舰，来自东非驻地的德国军舰遂被派出搜寻残骸。然而，它们同样未能找到该舰或其船员的任何踪迹，至10月13日，奥古斯塔号被正式宣布为失踪。经调查确定，该舰是在亚丁湾因气旋而沉没，因为它的结构不够坚固，无法抵御强烈的风暴；事实上，这场气旋还导致法国通报舰勒纳尔号，以及一艘英国和一艘奥斯曼轮船沉没。奥古斯塔号成为德国海军史上继1860年的双桅纵帆船女性之赞号和1861年的护卫舰阿玛宗号之后，第三艘沉没的军舰。